# Achiet-le-Grand
Achiet-le-Grand – miejscowość i gmina we Francji, w regionie Hauts-de-France, w departamencie Pas-de-Calais.
Według danych na rok 1990 gminę zamieszkiwało 948 osób, a gęstość zaludnienia wynosiła 187 osób/km² (wśród 1549 gmin regionu Nord-Pas-de-Calais Achiet-le-Grand plasuje się na 576. miejscu pod względem liczby ludności, natomiast pod względem powierzchni na miejscu 674.).